# Metioche bimaculata
Metioche bimaculata is een rechtvleugelig insect uit de familie krekels (Gryllidae). De wetenschappelijke naam van deze soort is voor het eerst geldig gepubliceerd in 1952 door Chopard.